# Simon Newcomb
Simon Newcomb (født 12. marts 1835 i Wallace, Nova Scotia, død 11. juli 1909 i Washington) var en amerikansk astronom.
Newcomb ansattes i 1857 som kalkulator ved det amerikanske Nautical Almanac Office i Cambridge, nu i Washington, og var dets superintendent i årene 1877—97; mellem 1861—77 var Newcomb astronom ved Naval Observatory sammesteds og var i 1884 til 1893 tillige professor ved Johns Hopkins University i Baltimore. 
Newcomb var en af sin tids største astronomer. Han har leveret banebrydende arbejder for planeterne Merkur 1892 og 1895, Venus 1890 og 1895, Jorden 1895 og 1897, Mars 1898, Uranus 1873 og 1899, Neptun 1867 og 1899. Han har studeret månens bevægelse (1876, 1878, 1894 og 1902), leveret fundamentalkatalog for de klareste fiksstjerner (1870, 1872, 1882 og 1898) og udarbejdet Mathematical Course såvel for den lavere som højere undervisning.  
For sine fundamentale arbejder fik Newcomb 1874 Royal Astronomical Societys guldmedalje, 1878 Huygensmedaljen fra Holland (uddeles kun hvert 20. år til astronomer), 1890 Copleymedaljen fra Royal Society, 1897 Schubertmedaljen fra Wien og 1898 Brucemedaljen fra Astronomical Society of the Pacific.  Han blev 1875 medlem af Kungliga Vetenskapsakademien, 1877 af Vetenskapssocieteten i Uppsala og 1881 af Fysiografiska Sällskapet i Lund.
Hans Popular Astronomy (London 1877, 1910) er oversat på tysk (7. udgave 1922) og delvis på norsk ved Tromholt. En forkortet udgave har man i Astronomy for everybody (1906), hvis 3. tyske udgave udkom 1920, og 3. svenske udgave ved Bergstrand 1922. Af Newcombs øvrige publikationer nævnes The elements of the four inner planets and the fundamental constants of astronomy (1895), The stars, a study of the universe (1902), A compendium of spherical Astronomy (1906). Sine mere populære tidsskriftartikler har han samlet i Side-lights on astronomy (1906); sin autobiografi har han givet i Reminiscences of an astronomer (1903). Hans publikationer er i alt 376. Ved siden af sine astronomiske arbejder — foruden de nævnte findes talrige i fagtidsskrifter — har han publiceret matematiske afhandlinger og var redaktør af American Mathematical Journal; han har også publiceret enkelte statsøkonomiske arbejder som: ABC of Finance (1877) og Political Economy (1886). I Astronomical Papers, I—IX (Washington 1882—1912) publicerede Newcomb sine for The use of the American Ephemeris and Nautical Almanac udførte teoretiske arbejder inden for perturbationsteorien, sine planettabeller foruden enkelte af hans elever under Newcombs vejledning i samme øjemed i gang satte studier.